# Dasydytes (Dasydytes) monile
Dasydytes (Dasydytes) monile is een buikharige uit de familie Dasydytidae. Het dier komt uit het geslacht Dasydytes. Dasydytes (Dasydytes) monile werd in 1976 voor het eerst wetenschappelijk beschreven door Horlick. 